# クリフ・ブレジンスキー
クリフ・ブレジンスキー（Cliff Bleszinski, 1975年2月12日 - ）はアメリカ合衆国、マサチューセッツ州出身のゲーム・デザイナー。本名はクリフォード・マイケル・ブレジンスキー（Clifford Michael Bleszinski）。

## 概要
長年、ノースカロライナ州のローリーにあるEpic Gamesのリード・デザイナーであり、『Gears of War』や『Unreal』などの人気ゲームソフトに係わっていた。2012年10月に退社。一時期、ビデオゲーム開発からの引退を表明していたが、後に撤回。2014年にBoss Key Productionsを設立しLawbreakers、Radical Heightsを開発した後、2018年5月14日にTwitterの自身のアカウントにて会社の閉鎖を宣言した。

ファミリーネームがやや複雑なためか、周囲からはクリッフィー・ビー（Cliffy B）というニックネームで呼ばれている。クリフB、クリッフィービとも表記され、オフィシャル・ウェブサイトのアドレスにもなっている。
レン・ワイズマンが監督する『Gears of War』の映画版では、総製作指揮として参加する予定。

## 人物
少年時代についてあまり語られていないが、彼は「学校嫌い」だったらしく17歳のときにはエピックゲームズに入社したと述べている。非常に目立ちたがり屋であり、『Gears of War 2』の追加コンテンツ（日本語版では初期封入）では、ゲーム開始前にビデオレターで堂々と登場した。そのほか、『ギアーズ2』の発売近日にはアメリカのニュース番組に出演したりもしている（『ギアーズ2』の特典映像に、そのときの映像が収録されている）
また、日本のゲームやアニメに興味があるようで、特に『ゼルダの伝説』などで知られる日本のゲームデザイナー宮本茂の作品に影響を受けたと公言している。更に『スーパーマリオ オデッセイ』など、任天堂のゲームでよく遊ぶようだ。また、彼の個室には『宇宙戦艦ヤマト』の大型模型や『トランスフォーマー』のフィギュア（なぜが日本語版の輸入品）が飾られている。その光景は『ギアーズ1』の特典映像に収録されたインタビューで確認できる。更には「選択肢の一つとして、日本のデベロッパーのコンサルタントになってもいい」と言うほど日本のゲームについても造詣が深い。

## 『Gears of War』へのこだわり

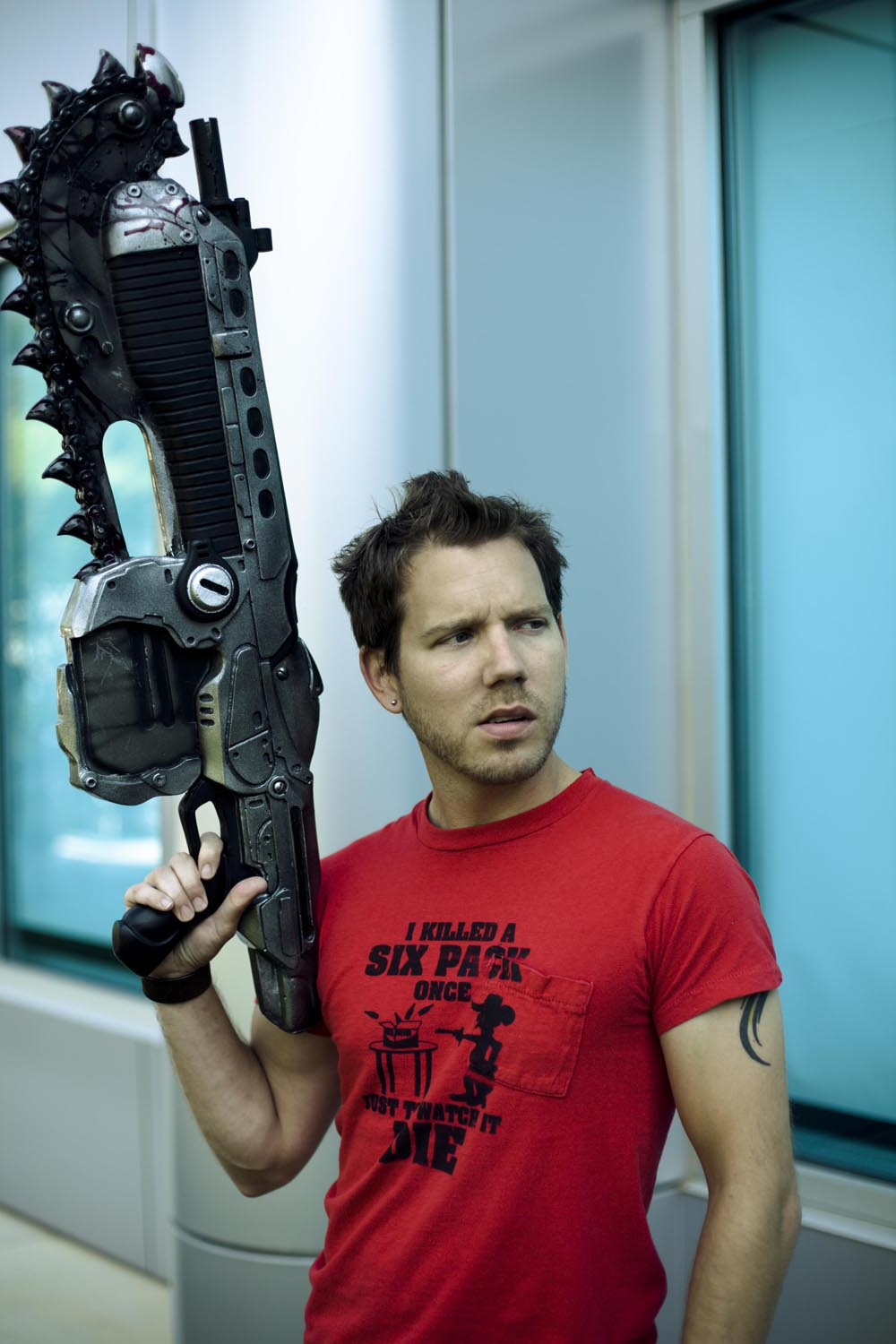
『Gears of War』のランサー･アサルトライフルを装備するクリフブレジンスキー。どうしてもチェーンソーを装着したかったとのことである。ちなみにこのプロップは『Gears of War 2』の発表イベントに持ち込んだ代物。

彼はテレビゲーム以外にもエアガンを使ったサバイバルゲーム（ペイントボール）が好きらしく、よくアウトドアさながらに外で遊ぶという。このことは『Gears of War』の説明書でも本人が語っている。しかし、その後でテレビゲームをして彼は「キャラクターの動きに大きな違和感」を感じたのだという。映画や漫画などで見かける普通の銃撃戦は物陰などのカバー・ポジションに隠れて戦うが、テレビゲームの銃撃戦というのは『マトリックス』さながらに飛び跳ねたり、サイドステップで横滑りしながら銃を撃つなど、実際の銃撃戦ではあり得ない光景であった。
そこでクリフは『Gears of War』に「カバー・ポジション」と呼ばれるシステムを採用した。これは文字通り物陰などに隠れる（カバーする）アクションであり、している間は敵の銃撃から身を隠せる上に周囲を簡単に見回すことが出来るというアドバンテージが得られる。というよりは、このゲームは「立ち止まっての銃撃」を基本としているので、敵と戦う際は必ずカバーをしなければ「蜂の巣」にされるのである。よって必然的に『Gears of War』の銃撃戦はスピーディーかつリアルなものとなった。『Gears of War』はこのカバー・ポジションとリアルなグラフィック、洗練されたデザインのおかげで開発側の予測を遥かに超えるメガヒットを記録した（ちなみにE3で公開された際はビル・ゲイツ本人から激励を受けた）。このゲームはオンライン対戦も大変好評で、当時王者だった『Halo 2』をも上回ったという。
元々『Gears of war』（以下『ギアーズ』）はUnrealシリーズのひとつ『アンリアル・ウォーフェア』（Unreal Warfare）として開発されていたらしい。しかし、彼は気晴らしに遊んでいたナムコホームテック（バンダイナムコゲームス）のアクションゲーム『キル・スウィッチ』（Kill Switch）に大きなインパクトを受けた。上記にもあるようにゲームの銃撃戦に違和感を抱いていたクリフだが、このゲームではレインボーシックス ベガスやウィンバックのように『物陰に隠れる』などのカバー・アクションを採用しており、まさにシネマティックな光景を映し出していた。更に当時、『バイオハザード4』が大ブレイクしており、元々ファーストパーソン・シューティングゲームだった『ギアーズ』もこれの影響を受けサードパーソン・シューティングとなった。
その『ギアーズ』の最大の象徴といえるのは、チェーンソーつきのランサー･アサルトライフルである。しかし、日本より暴力表現規制が明確にゾーニングされているアメリカとはいえ、『テキサス・チェーンソー』さながらに「人体を切断する」というのはかなり問題視されていたようである。そして一時期はその表現の問題からチェーンソーをやめて、一般的なグレネード･ランチャーやショットガン・ユニットをランサーの下に取り付けることも考えられた。しかし、ライフルとチェーンソウという誰も考え付かないようなシュールなコラボレーションをどうしても実現したかったらしく、苦労の末現在のランサーが誕生したのである。この件も『ギアーズ1』の特典映像からの出展である。

## こぼれ話
- 『Unreal Tournament 2004』には「君はクリフBよりイカしてるぜ!」（You're almost as good as CliffyB!）という未使用のあざけりがあったらしい。
- クリフは一時期ハイスコア・リストのTOPになるほど『スーパーマリオブラザーズ』をやりこんでいた。北米のゲーム雑誌『Nintendo Power』のハイスコア特集に名前が残っている[6]。
- 『Gears of War』、『Gears of War 2』共に、説明書を開くとほぼ最初に彼のメッセージが掲載されている。
- 『Gears of War』の参考にした映画は『プライベート・ライアン』、『バンド・オブ・ブラザーズ』、『エイリアン』など[7]。
- Epic Games社内にある彼の部屋のネームプレートには『THE IDOLM@STER』の三浦あずさのシールが貼られている[8]。
- ヴァルハラゲームスタジオの板垣伴信とは以前から深い親交がありお互いにノブ、クリフと呼び合う程の仲であり、板垣の『NINJA GAIDEN』の大ファンである。また板垣がヴァルハラゲームスタジオを独立して立ち上げた際にお祝いのメッセージも贈っている。また小島秀夫とも親交が厚い。